# 엠마 발레
엠마 발레(Emma Bale, 1999년 8월 2일 ~ )는 벨기에의 가수이다. 코달라인의 곡 "All I Want"를 커버해 이름을 알렸다. 싱글 "Fortune Cookie"는 플랑드르 차트에서 1위를 했다.

## 음반 목록

### EP
- My World Untouched (2015)

### 싱글
- All I Want (2014)
- Run (2015)
- Fortune Cookie (feat. 밀로우) (2015)